# Campionati del mondo di ciclismo su strada - Cronometro a squadre maschile

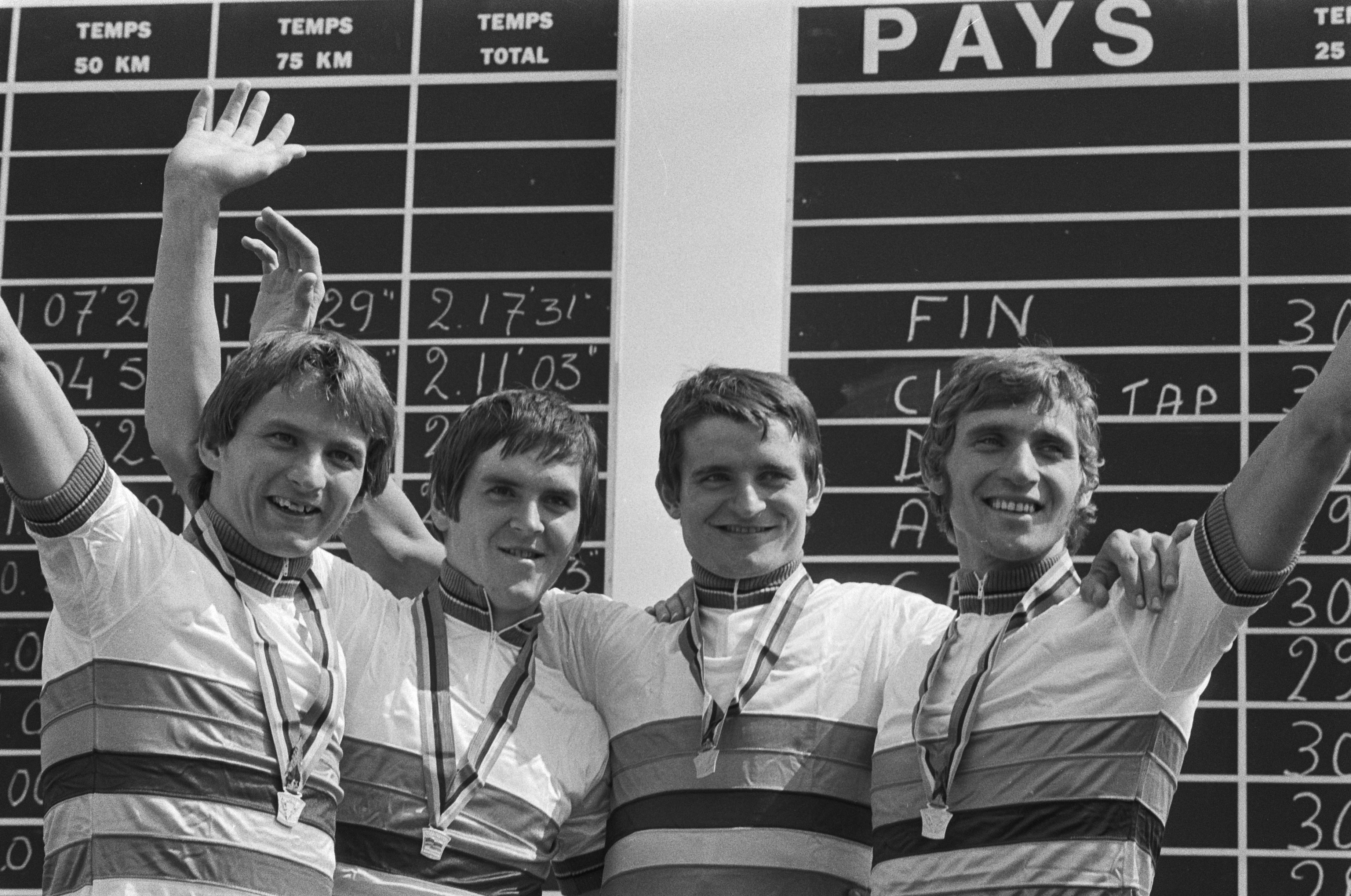
Il quartetto della Germania Est vincitore dell'edizione 1979

La cronometro a squadre maschile era una delle prove disputate durante i campionati del mondo di ciclismo su strada.
Introdotta nel 1962, fino al 1994 fu riservata alle squadre nazionali, rappresentate ciascuna da un quartetto di ciclisti dilettanti, venendo organizzata su una distanza fissa di 100 km. Negli anni 1972, 1976, 1980, 1984, 1988 e 1992 non si svolse in quanto disputata nell'ambito dei Giochi olimpici. Dal 2012 al 2018 venne inserita nuovamente nel programma dei campionati, aperta questa volta alle società di club, rappresentate ciascuna da sei ciclisti. Nelle prime quattro edizioni del nuovo formato, dal 2012 al 2015, la prova era inclusa nel calendario del World Tour e come tale prevedeva obbligo di partecipazione per le squadre iscritte al circuito; tale obbligo, come pure l'inclusione nel calendario World Tour, è decaduto a partire dall'edizione 2016.
Dal 2019 la prova, come pure l'omologa femminile, è stata sostituita dalla staffetta a squadre mista.

## Albo d'oro
Aggiornato all'edizione 2018.
| Anno          | Vincitrice | Seconda | Terza |
| ------------- | --- | --- | --- |
| 1962          | Italia Danilo Grassi Mario Maino Antonio Tagliani Dino Zandegù                                                       | Danimarca Vagn Bangsburg Ole Kroier Ole Ritter Mogens Twilling                                                      | Uruguay Vid Cencic Rubén Etchebarne René Pezzati Juan José Timón                                               |
| 1963          | Francia Michel Bechet Marcel-Ernest Bidault Georges Chappe Dominique Motte                                           | Italia Pasquale Fabbri Danilo Grassi Mario Maino Dino Zandegù                                                       | Unione Sovietica Viktor Kapitonov Jurij Melichov Anatolij Olizarenko Gajnan Sajdchužin                         |
| 1964          | Italia Severino Andreoli Luciano Dalla Bona Pietro Guerra Ferruccio Manza                                            | Spagna Ginés García José Ramón Goyeneche Ramón Sáez Luis Pedro Santamarina                                          | Belgio Roland De Neve René Heuvelmans Roland Van De Rijse Albert Van Vlierberghe                               |
| 1965          | Italia Luciano Dalla Bona Mino Denti Pietro Guerra Giuseppe Soldi                                                    | Spagna Ventura Díaz José Manuel Lasa José Manuel López Domingo Perurena                                             | Francia André Desvages Henri Heintz Claude Lechatelier Gérard Swertvaeger                                      |
| 1966          | Danimarca Verner Blaudzun Jørgen Hansen Ole Højlund Flemming Wisborg                                                 | Paesi Bassi Eddy Beugels Tiemen Groen Harry Steevens Marinus Wagtmans                                               | Italia Attilio Benfatto Luciano Dalla Bona Mino Denti Pietro Guerra                                            |
| 1967          | Svezia Erik Pettersson Gösta Pettersson Sture Pettersson Tomas Pettersson                                            | Danimarca Verner Blaudzun Jørgen Hansen Leif Mortensen Henning Pedersen                                             | Italia Lorenzo Bosisio Vittorio Marcelli Flavio Martini Benito Pigato                                          |
| 1968          | Svezia Erik Pettersson Gösta Pettersson Sture Pettersson Tomas Pettersson                                            | Svizzera Walter Bürki Bruno Hubschmid Erich Spahn Robert Thalmann                                                   | Italia Giovanni Bramucci Vittorio Marcelli Flavio Martini Benito Pigato                                        |
| 1969          | Svezia Erik Pettersson Gösta Pettersson Sture Pettersson Tomas Pettersson                                            | Danimarca Mogens Frey Jørgen Hansen Jørgen Lund Leif Mortensen                                                      | Svizzera Walter Bürki Josef Fuchs Bruno Hubschmid Xaver Kurmann                                                |
| 1970          | Unione Sovietica Valerij Jardy Valerij Lichačëv Viktor Sokolov Boris Šuchov                                          | Cecoslovacchia Jiří Mainus Petr Matoušek Milan Puzrla František Řezáč                                               | Paesi Bassi Adri Duyker Fedor den Hertog Popke Oosterhof Tino Tabak                                            |
| 1971          | Belgio Gustaaf Hermans Gustaaf Van Cauter Ludo Van Der Linden Louis Verreydt                                         | Paesi Bassi Adri Duyker Fedor den Hertog Aad van den Hoek Frits Schur                                               | Polonia Edward Barcik Lucjan Lis Jan Smyrak Stanisław Szozda                                                   |
| 1972          | non disputata | non disputata | non disputata                                                                                                  |
| 1973          | Polonia Lucjan Lis Tadeusz Mytnik Stanisław Szozda Ryszard Szurkowski                                                | Unione Sovietica Gennadij Komnatov Jurij Michajlov Sergej Sinicyn Boris Šuchov                                      | Svezia Lennart Fagerlund Tord Filipsson Leif Hansson Sven-Åke Nilsson                                          |
| 1974          | Svezia Lennart Fagerlund Tord Filipsson Bernt Johansson Sven-Åke Nilsson                                             | Unione Sovietica Valerij Čaplygin Vladimir Kaminskij Gennadij Komnatov Rinat Šarafullin                             | Germania Est Karl-Dietrich Diers Hans-Joachim Hartnick Gerhard Lauke Horst Tischoff                            |
| 1975          | Polonia Tadeusz Mytnik Mieczysław Nowicki Stanisław Szozda Ryszard Szurkowski                                        | Unione Sovietica Valerij Čaplygin Vladimir Kaminskij Gennadij Komnatov Aavo Pikkuus                                 | Cecoslovacchia Petr Bucháček Petr Matoušek Vlastimil Moravec Vladimír Vondráček                                |
| 1976          | non disputata | non disputata | non disputata                                                                                                  |
| 1977          | Unione Sovietica Valerij Čaplygin Anatolij Čukanov Vladimir Kaminskij Aavo Pikkuus                                   | Italia Mirko Bernardi Vito Da Ros Mauro De Pellegrin Dino Porrini                                                   | Polonia Czesław Lang Tadeusz Mytnik Mieczysław Nowicki Stanisław Szozda                                        |
| 1978          | Paesi Bassi Guus Bierings Bart van Est Jan van Houwelingen Bert Oosterbosch                                          | Unione Sovietica Algimantas Guzevičius Vladimir Kaminskij Vladimir Kuznecov Aavo Pikkuus                            | Svizzera Kurt Ehrensperger Gilbert Glaus Stefan Mutter Richard Trinkler                                        |
| 1979          | Germania Est Falk Boden Bernd Drogan Hans-Joachim Hartnick Andreas Petermann                                         | Polonia Stefan Ciekański Jan Jankiewicz Czesław Lang Witold Plutecki                                                | Norvegia Geir Digerud Hans Petter Ødegård Morten Sæther Jostein Wilmann                                        |
| 1980          | non disputata | non disputata | non disputata                                                                                                  |
| 1981          | Germania Est Falk Boden Bernd Drogan Mario Kummer Olaf Ludwig                                                        | Unione Sovietica Anatolij Jarkin Sergej Kadazki Jurij Kaširin Oleg Logvin                                           | Cecoslovacchia Milan Jurčo Michal Klasa Alipi Kostadinov Jiří Škoda                                            |
| 1982          | Paesi Bassi Frits van Bindsbergen Maarten Ducrot Gerard Schipper Gerrit Solleveld                                    | Svizzera Alfred Achermann Daniel Heggli Richard Trinkler Urs Zimmermann                                             | Unione Sovietica Oleh Čužda Jurij Kaširin Oleg Logvin Sergej Voronin                                           |
| 1983          | Unione Sovietica Oleh Čužda Jurij Kaširin Sergej Novolokin Aleksandr Zinov'ev                                        | Svizzera Othmar Häfliger Daniel Heggli Heinz Imboden Benno Wiss                                                     | Norvegia Terje Gjengaar Dag Hopen Hans Petter Ødegård Tom Pedersen                                             |
| 1984          | non disputata | non disputata | non disputata                                                                                                  |
| 1985          | Unione Sovietica Viktor Klimov Igor' Sumnikov Vasilij Ždanov Aleksandr Zinov'ev                                      | Cecoslovacchia Vladimír Hrůza Milan Jurčo Michal Klasa Milan Křen                                                   | Italia Marcello Bartalini Massimo Podenzana Eros Poli Claudio Vandelli                                         |
| 1986          | Paesi Bassi Tom Cordes Rob Harmeling John Talen Gerrit de Vries                                                      | Italia Eros Poli Massimo Podenzana Mario Scirea Flavio Vanzella                                                     | Germania Est Uwe Ampler Mario Kummer Uwe Raab Dan Radtke                                                       |
| 1987          | Italia Roberto Fortunato Eros Poli Mario Scirea Flavio Vanzella                                                      | Unione Sovietica Viktor Klimov Asjat Saitov Igor' Sumnikov Jevhen Zahrebel'nyj                                      | Austria Johann Lienhart Bernard Rassinger Mario Traxl Helmut Wechselberger                                     |
| 1988          | non disputata | non disputata | non disputata                                                                                                  |
| 1989          | Germania Est Falk Boden Mario Kummer Maik Landsmann Jan Schur                                                        | Polonia Joachim Halupczok Zenon Jaskuła Marek Leśniewski Andrzej Sypytkowski                                        | Unione Sovietica Oleh Halkin Viktor Klimov Jurij Manujlov Jevhen Zahrebel'nyj                                  |
| 1990          | Unione Sovietica Oleh Halkin Aleksandr Markovničenko Igor' Patenko Ruslan Zotov                                      | Germania Est Uwe Berndt Falk Boden Maik Landsmann Uwe Peschel                                                       | Germania Ovest Rolf Aldag Kai Hundertmarck Raimund Lehnert Michael Rich                                        |
| 1991          | Italia Flavio Anastasia Luca Colombo Gianfranco Contri Andrea Peron                                                  | Germania Uwe Berndt Bernd Dittert Uwe Peschel Michael Rich                                                          | Norvegia Stig Kristiansen Johnny Sæther Roar Skaane Bjørn Stenersen                                            |
| 1992          | non disputata | non disputata | non disputata                                                                                                  |
| 1993          | Italia Rossano Brasi Gianfranco Contri Rosario Fina Cristian Salvato                                                 | Germania Christian Meyer Uwe Peschel Michael Rich Andreas Walzer                                                    | Svizzera Roman Jeker Markus Kennel Roland Meier Beat Meister                                                   |
| 1994          | Italia Dario Andriotto Luca Colombo Gianfranco Contri Cristian Salvato                                               | Francia Jean-Francois Anti Dominique Bozzi Pascal Deramé Christophe Moreau                                          | Germania Ralf Grabsch Uwe Peschel Michael Rich Jan Schaffrath                                                  |
| 1995-11       | non disputata | non disputata | non disputata                                                                                                  |
| 2012 dettagli | Omega Pharma-Quickstep Tom Boonen Sylvain Chavanel Tony Martin Niki Terpstra Kristof Vandewalle Peter Velits         | BMC Racing Team Alessandro Ballan Philippe Gilbert Taylor Phinney Marco Pinotti Manuel Quinziato Tejay van Garderen | Orica-GreenEDGE Sam Bewley Luke Durbridge Sebastian Langeveld Cameron Meyer Jens Mouris Svein Tuft             |
| 2013 dettagli | Omega Pharma-Quickstep Sylvain Chavanel Michał Kwiatkowski Tony Martin Niki Terpstra Kristof Vandewalle Peter Velits | Orica-GreenEDGE Luke Durbridge Michael Hepburn Daryl Impey Brett Lancaster Jens Mouris Svein Tuft                   | Sky Procycling Edvald Boasson Hagen Chris Froome Vasil' Kiryenka Richie Porte Kanstancin Siŭcoŭ Geraint Thomas |
| 2014 dettagli | BMC Racing Team Rohan Dennis Silvan Dillier Daniel Oss Manuel Quinziato Tejay van Garderen Peter Velits              | Orica-GreenEDGE Luke Durbridge Michael Hepburn Damien Howson Brett Lancaster Jens Mouris Svein Tuft                 | Omega Pharma-Quickstep Tom Boonen Michał Kwiatkowski Tony Martin Pieter Serry Niki Terpstra Julien Vermote     |
| 2015 dettagli | BMC Racing Team Rohan Dennis Silvan Dillier Stefan Küng Daniel Oss Taylor Phinney Manuel Quinziato                   | Etixx-Quick Step Tom Boonen Michał Kwiatkowski Yves Lampaert Tony Martin Niki Terpstra Rigoberto Urán               | Movistar Team Andrey Amador Jonathan Castroviejo Alex Dowsett Jon Izagirre Adriano Malori Jasha Sütterlin      |
| 2016 dettagli | Etixx-Quick Step Bob Jungels Marcel Kittel Yves Lampaert Tony Martin Niki Terpstra Julien Vermote                    | BMC Racing Team Rohan Dennis Stefan Küng Daniel Oss Taylor Phinney Manuel Quinziato Joey Rosskopf                   | Orica-BikeExchange Luke Durbridge Alexander Edmondson Michael Hepburn Daryl Impey Michael Matthews Svein Tuft  |
| 2017 dettagli | Team Sunweb Tom Dumoulin Lennard Kämna Wilco Kelderman Søren Kragh Andersen Michael Matthews Sam Oomen               | BMC Racing Team Rohan Dennis Silvan Dillier Stefan Küng Daniel Oss Miles Scotson Tejay van Garderen                 | Team Sky Owain Doull Chris Froome Vasil Kiryienka Michał Kwiatkowski Gianni Moscon Geraint Thomas              |
| 2018 dettagli | Quick-Step Floors Kasper Asgreen Laurens De Plus Bob Jungels Yves Lampaert Maximilian Schachmann Niki Terpstra       | Team Sunweb Tom Dumoulin Chad Haga Wilco Kelderman Søren Kragh Andersen Michael Matthews Sam Oomen                  | BMC Racing Team Patrick Bevin Damiano Caruso Rohan Dennis Stefan Küng Greg Van Avermaet Tejay van Garderen     |